# سيدي بوموسى
سيدي بوموسى هي جماعة قروية في إقليم تارودانت بجهة سوس ماسة جنوب المغرب. وهي تضم 16894 نسمة، حسب الإحصاء العام للسكان والسكنى لسنة 2014.
يبعد مركز الجماعة عن مدينة تارودانت بـ 40 كلم، وعن مدينة أكادير بـ 30 كلم.

## دواوير الجماعة
- دوار اسعيد
- دوار الدويوير
- دوار عين صداق
- دوار اولاد عليوة
- دوار الكلالشة
- دوار توزنيكين
- دوار عريض
- دوار عين شعيب
- سيدي بوموسى
- دوار ايت عباد
- دوار ايت بومصرف
- دوار الحمدات

## التعليم
قائمة مؤسسات التعليم في جماعة سيدي بوموسى:
- مجموعة مدارس القدس (المركزية: عين صادق / الوحدات: الكلالشة - أولاد عليوة)
- مجموعة مدارس خالد بن الوليد (المركزية: سيدي بوموسى / الوحدات: عين شعيب - أيت عباد - عريض)
- مجموعة مدارس 30 يوليوز (المركزية: الحمادات / الوحدات: الدويوير - دوار سعيد)
- إعدادية سيدي بوموسى

## الصحة
- المركز الصحي جماعة سيدي بوموسى